# Panorama Ridge (British Columbia)
Die Panorama Ridge ist ein bis zu 2133 m hoher Gebirgskamm im Südwesten der kanadischen Provinz British Columbia.

## Geographie
Die Panorama Ridge liegt in den Garibaldi Ranges, einem Teil der Pacific Ranges. Sie liegt an der Nordseite des Garibaldi Lake im Garibaldi Provincial Park.

## Geschichte
Die Panorama Ridge wurde um 1912 durch William J. Gray benannt, einen kanadischen Geologen aus Vancouver, der die meisten seiner Panorama-Fotos vom Kamm aus machte.

## Klima
In Bezug auf die Klimaklassifikation nach Köppen und Geiger herrscht an der Panorama Ridge ein Westseiten-Seeklima. Die meisten Wetterfronten stammen vom Pazifik und bewegen sich ostwärts auf die Coast Mountains zu, wo sie durch die Berge zum  Aufsteigen (Windstau) gezwungen werden, was wiederum dazu führt, dass die enthaltene Feuchtigkeit in Form von Regen oder Schnee abgegeben wird. Im Ergebnis führt das zu hohen Niederschlägen in den Coast Mountains, insbesondere zu starken Schneefällen im Winter. Die Temperaturen können unter −20 °C fallen, unter Berücksichtigung von Windchill-Einfluss unter −30 °C.